# André Luiz Inácio da Silva
André Luiz Inácio da Silva (Rio de Janeiro, 23 febbraio 2002) è un calciatore brasiliano, attaccante del Rio Ave.

## Carriera
Nato a Rio de Janeiro, è entrato a far parte del settore giovanile del Flamengo nel 2020 proveniente dall'America-RJ. Ha debuttato in prima squadra il 10 dicembre 2021 nell'ultima giornata di Série A persa 2-0 contro l'Atl. Goianiense. Ha realizzato la sua prima rete il 18 febbraio 2023, nel Campionato Carioca contro il Resende.
Il 1º settembre 2023 è stato ceduto in prestito all'Estrela Amadora, neopromosso in Primeira Liga.

## Statistiche

### Presenze e reti nei club
Statistiche aggiornate al 16 novembre 2022.
| Stagione        | Squadra         | Campionato      | Campionato | Campionato | Coppe nazionali | Coppe nazionali | Coppe nazionali | Coppe continentali | Coppe continentali | Coppe continentali | Altre coppe | Altre coppe | Altre coppe | Totale | Totale | Totale |
| Stagione        | Squadra         | Comp            | Pres       | Reti       | Comp            | Pres            | Reti            | Comp               | Pres               | Reti               | Comp        | Pres        | Reti        | Pres   | Reti   |        |
| --------------- | --------------- | --------------- | ---------- | ---------- | --------------- | --------------- | --------------- | ------------------ | ------------------ | ------------------ | ----------- | ----------- | ----------- | ------ | ------ | ------ |
| 2021            | Flamengo        | A/RJ+A          | 0+1        | 0          | CB              | 0               | 0               | CL                 | 0                  | 0                  |             | -           | -           | 1      | 0      |        |
| 2022            | Flamengo        | A/RJ+A          | 2+1        | 0          | CB              | 0               | 0               | CL                 | 0                  | 0                  |             | -           | -           | 3      | 0      |        |
| 2023            | Flamengo        | A/RJ+A          | 3+2        | 1+0        | CB              | 0               | 0               | CL                 | 0                  | 0                  |             | -           | -           | 5      | 1      |        |
| 2023-2024       | Estrela Amadora | PL              | 5          | 1          | CP+CdL          | 0               | 0               |                    | -                  | -                  |             | -           | -           | 5      | 1      |        |
| Totale carriera | Totale carriera | Totale carriera | 14         | 2          |                 | 0               | 0               |                    | 0                  | 0                  |             | -           | -           | 14     | 2      |        |

## Palmarès

### Club

#### Competizioni nazionali
- Coppa del Brasile: 1

Flamengo: 2022

#### Competizioni internazionali
- Coppa Libertadores: 1

Flamengo: 2022